# FC Struga
| Radovi u tijeku! |
| Jedan vrijedni suradnik upravo radi na ovom članku! Mole se ostali suradnici da NE UREĐUJU članak dok je ova obavijest prisutna. Koristite stranicu za razgovor ako imate komentare i pitanja u vezi s člankom. Kada radovi budu gotovi predložak će ukloniti suradnik koji ga je postavio na članak! Predložak može svatko ukloniti ako 6 sati nije bilo promjena u članku i njegovoj stranici za razgovor. |

FC Struga (Football Club Struga, FC Struga Trim-Lum; Struga, FK Struga; Struga Trim-Lum; makedonski Фудбалски клуб Струга Трим - Лум, albanski Klubi Futbollistik FC Struga Trim-Lum) je muški nogometni klub iz Struge, Jugozapadna regija, Sjeverna Makedonija.  
 
U sezoni 2024./25. klub se natječe u 1. makedonskoj ligi. 

## Uspjesi
Prva makedonska liga
- prvak: 2022./23., 2023./24.
- trećeplasirani: 2020./21.

Druga makedonska liga
- prvak: 2018./19. (Zapad)

Treća makedonska liga
- prvak: 2016./17. (Jugozapad)

OFL Struga
- prvak: 2015./16.

Kup Makedonije
- finalisti: 2022./23.

## Pregled plasmana po sezonama
| sezona                               | rang lige                            | liga                                 | dio lige                             | poz.                                 | klubova u ligi                       | ut                                   | pob                                  | ner                                  | por                                  | gol+                                 | gol-                                 | bod                                  | napomene                             | izvori                               |
| Struga / Struga Trim-Lum / FC Struga | Struga / Struga Trim-Lum / FC Struga | Struga / Struga Trim-Lum / FC Struga | Struga / Struga Trim-Lum / FC Struga | Struga / Struga Trim-Lum / FC Struga | Struga / Struga Trim-Lum / FC Struga | Struga / Struga Trim-Lum / FC Struga | Struga / Struga Trim-Lum / FC Struga | Struga / Struga Trim-Lum / FC Struga | Struga / Struga Trim-Lum / FC Struga | Struga / Struga Trim-Lum / FC Struga | Struga / Struga Trim-Lum / FC Struga | Struga / Struga Trim-Lum / FC Struga | Struga / Struga Trim-Lum / FC Struga | Struga / Struga Trim-Lum / FC Struga |
| ------------------------------------ | ------------------------------------ | ------------------------------------ | ------------------------------------ | ------------------------------------ | ------------------------------------ | ------------------------------------ | ------------------------------------ | ------------------------------------ | ------------------------------------ | ------------------------------------ | ------------------------------------ | ------------------------------------ | ------------------------------------ | ------------------------------------ |
| 2015./16.                            | IV.                                  | OFL Struga                           |                                      | 1.                                   |                                      |                                      |                                      |                                      |                                      |                                      |                                      |                                      |                                      |                                      |
| 2016./17.                            | III.                                 | 3. makedonska liga – Jugozapad       |                                      | 1.                                   | 14                                   | 26                                   | 17                                   | 8                                    | 1                                    | 68                                   | 16                                   | 59                                   |                                      | [ 1 ]                                |
| 2017./18.                            | II.                                  | 2. makedonska liga – Zapad           |                                      | 4.                                   | 10                                   | 27                                   | 13                                   | 6                                    | 8                                    | 44                                   | 30                                   | 45                                   |                                      | [ 2 ]                                |
| 2018./19.                            | II.                                  | 2. makedonska liga – Zapad           |                                      | 1.                                   | 10                                   | 27                                   | 15                                   | 9                                    | 3                                    | 42                                   | 17                                   | 54                                   |                                      | [ 3 ]                                |
| 2019./20.                            | I.                                   | 1. makedonska liga                   |                                      | 10.                                  | 10                                   | 23                                   | 6                                    | 7                                    | 10                                   | 19                                   | 28                                   | 25                                   | prekinuto zbog pandemije COVID-19    | [ 4 ]                                |
| 2020./21.                            | I.                                   | 1. makedonska liga                   |                                      | 3.                                   | 12                                   | 33                                   | 15                                   | 12                                   | 6                                    | 39                                   | 24                                   | 57                                   |                                      | [ 5 ]                                |
| 2021./22.                            | I.                                   | 1. makedonska liga                   |                                      | 6.                                   | 12                                   | 33                                   | 12                                   | 11                                   | 10                                   | 33                                   | 33                                   | 47                                   |                                      | [ 6 ]                                |
| 2022./23.                            | I.                                   | 1. makedonska liga                   |                                      | 1.                                   | 11 (12)                              | 30                                   | 20                                   | 8                                    | 2                                    | 53                                   | 19                                   | 68                                   |                                      | [ 7 ]                                |
| 2023./24.                            | I.                                   | 1. makedonska liga                   |                                      | 1.                                   | 12                                   | 33                                   | 20                                   | 4                                    | 9                                    | 56                                   | 33                                   | 64                                   |                                      | [ 8 ]                                |
| 2024./25.                            | I.                                   | 1. makedonska liga                   |                                      |                                      | 12                                   |                                      |                                      |                                      |                                      |                                      |                                      |                                      |                                      |                                      |
|                                      |                                      |                                      |                                      |                                      |                                      |                                      |                                      |                                      |                                      |                                      |                                      |                                      |                                      |                                      |
|                                      |                                      |                                      |                                      |                                      |                                      |                                      |                                      |                                      |                                      |                                      |                                      |                                      |                                      |                                      |

## Vanjske poveznice
- (alb.) fcstruga.com
- F.C. Struga, facebook stranica
- (engl.) sofascore.com, FC Struga Trim & Lum
- (engl.) futbol24.com, Football Club Struga Trim-Lum
- (engl.) macedonianfootball.com, Struga
- (engl.) int.soccerway.com, FC Struga Trim-Lum
- (engl.) worldfootball.net, FC Struga
- rezultati.com, Struga
- fudbal91.com, Struga
- (engl.) footballdatabase.eu, Struga
- (engl.) transfermarkt.com, Struga Trim & Lum
- (lit.) futbolas.lietuvai.lt, FC Struga Trim-Lum